# Thillois
Thillois ist eine französische Gemeinde im Nordosten des Landes mit 519 Einwohnern (Stand: 1. Januar 2022). Sie befindet sich im Département Marne in der Region Grand Est. Thillois gehört zum Arrondissement Reims und zum Kanton Fismes-Montagne de Reims. 

## Geografische Lage
Thillois liegt im Zentrum der Champagne als banlieue am westlichen Rand von Reims. Die nördliche Grenze der Gemeinde bildet der Fluss Vesle. Umgeben wird Thillois von den Nachbargemeinden Châlons-sur-Vesle im Norden, Champigny im Osten und Nordosten, Tinqueux im Osten und Südosten, Ormes im Süden, Vrigny im Südwesten, Gueux im Westen sowie Muizon im Nordwesten. 
Im Süden der Gemeinde befindet sich das Autobahnkreuz der Autoroute A4 und Autoroute A26. Die Route nationale 31 quert das Gemeindegebiet. 

## Bevölkerungsentwicklung
| Jahr                       | 1962 | 1968 | 1975 | 1982 | 1990 | 1999 | 2006 | 2013 | 2018 |
| Einwohner                  | 144  | 171  | 145  | 148  | 167  | 186  | 261  | 377  | 479  |
| Quellen: Cassini und INSEE |      |      |      |      |      |      |      |      |      |

## Sehenswürdigkeiten

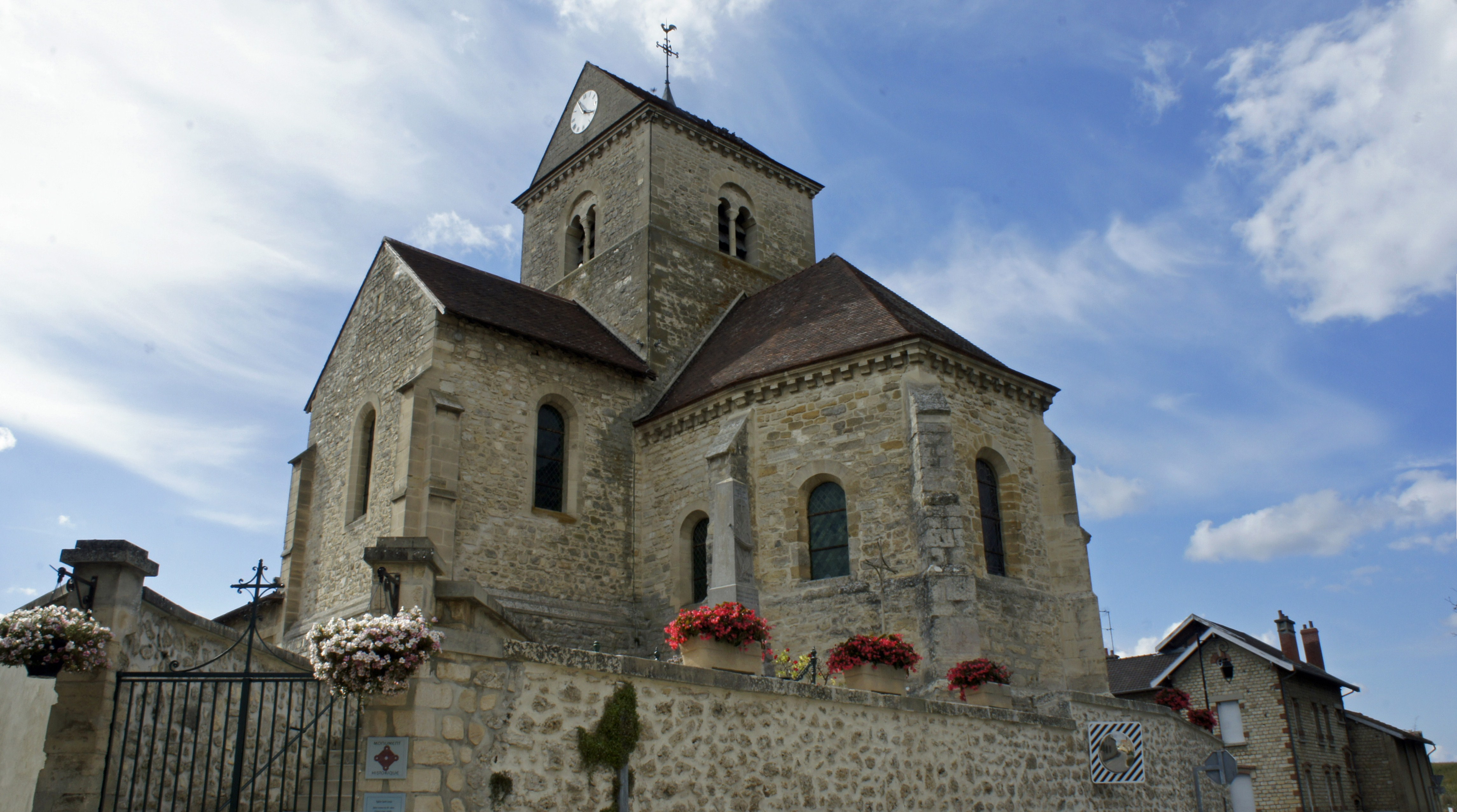
Kirche Saint-Loup

- Kirche Saint-Loup, Monument historique seit 1921